# Wamberg

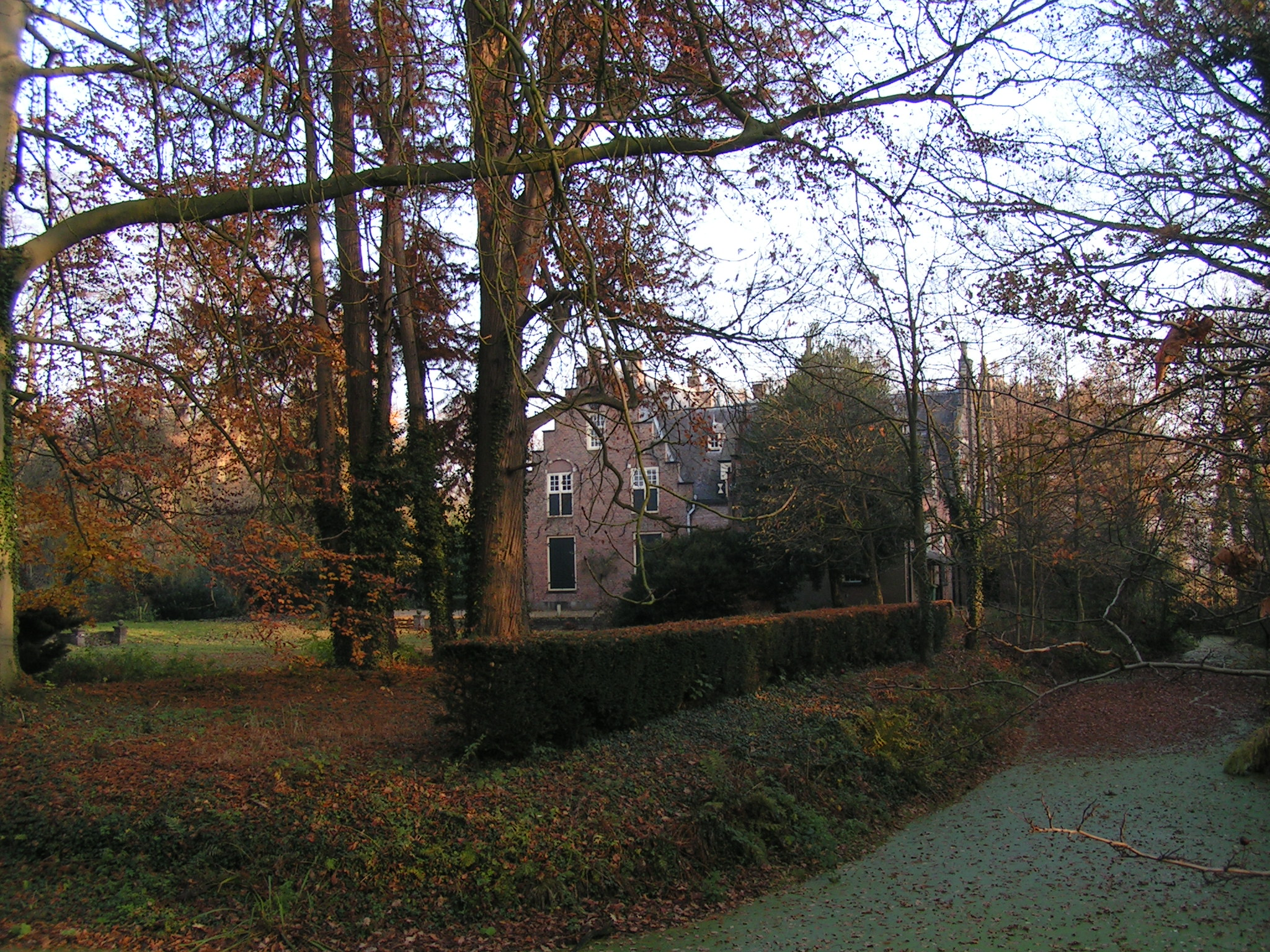
De Wamberg

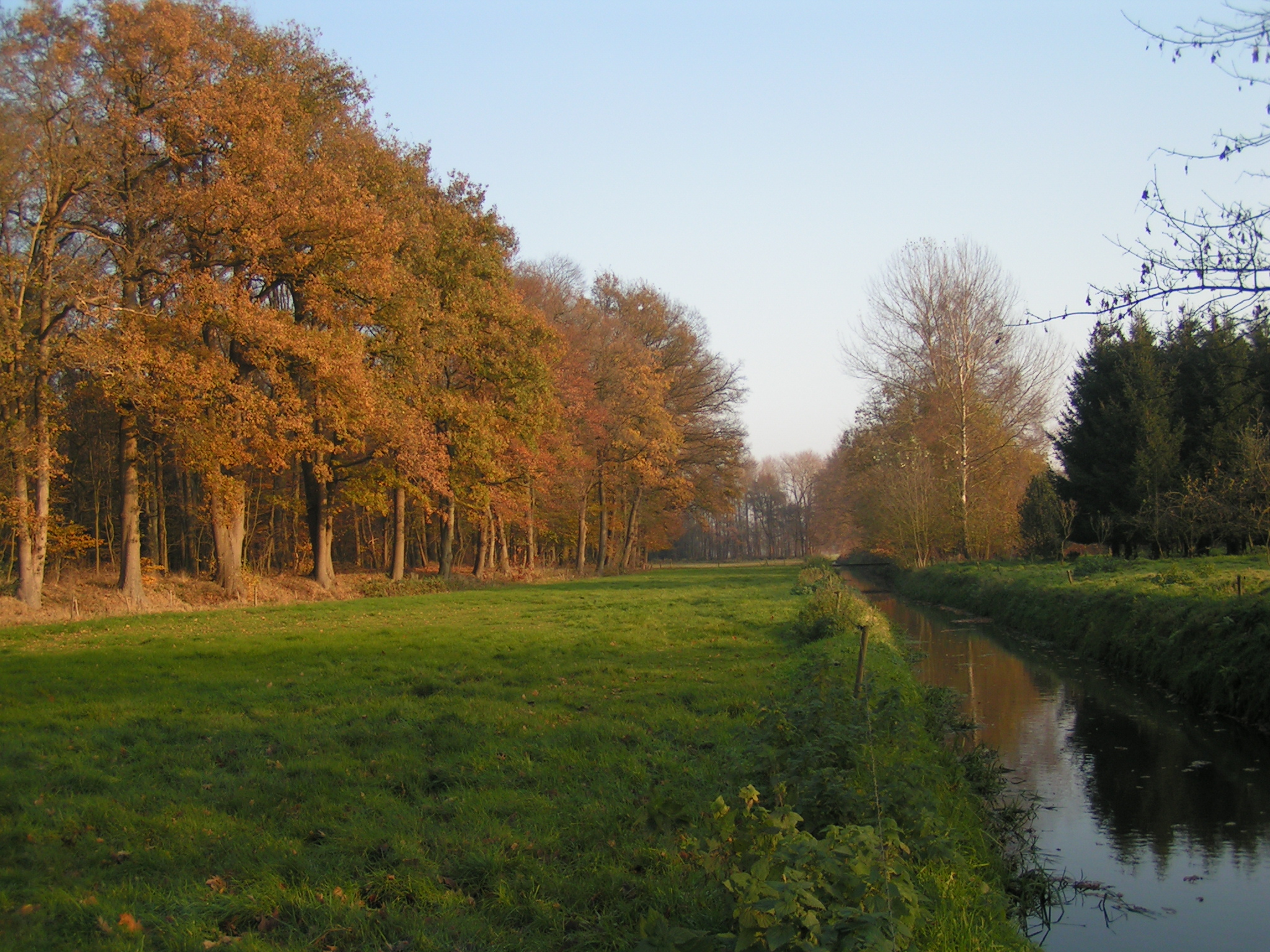
Landgoed De Wamberg

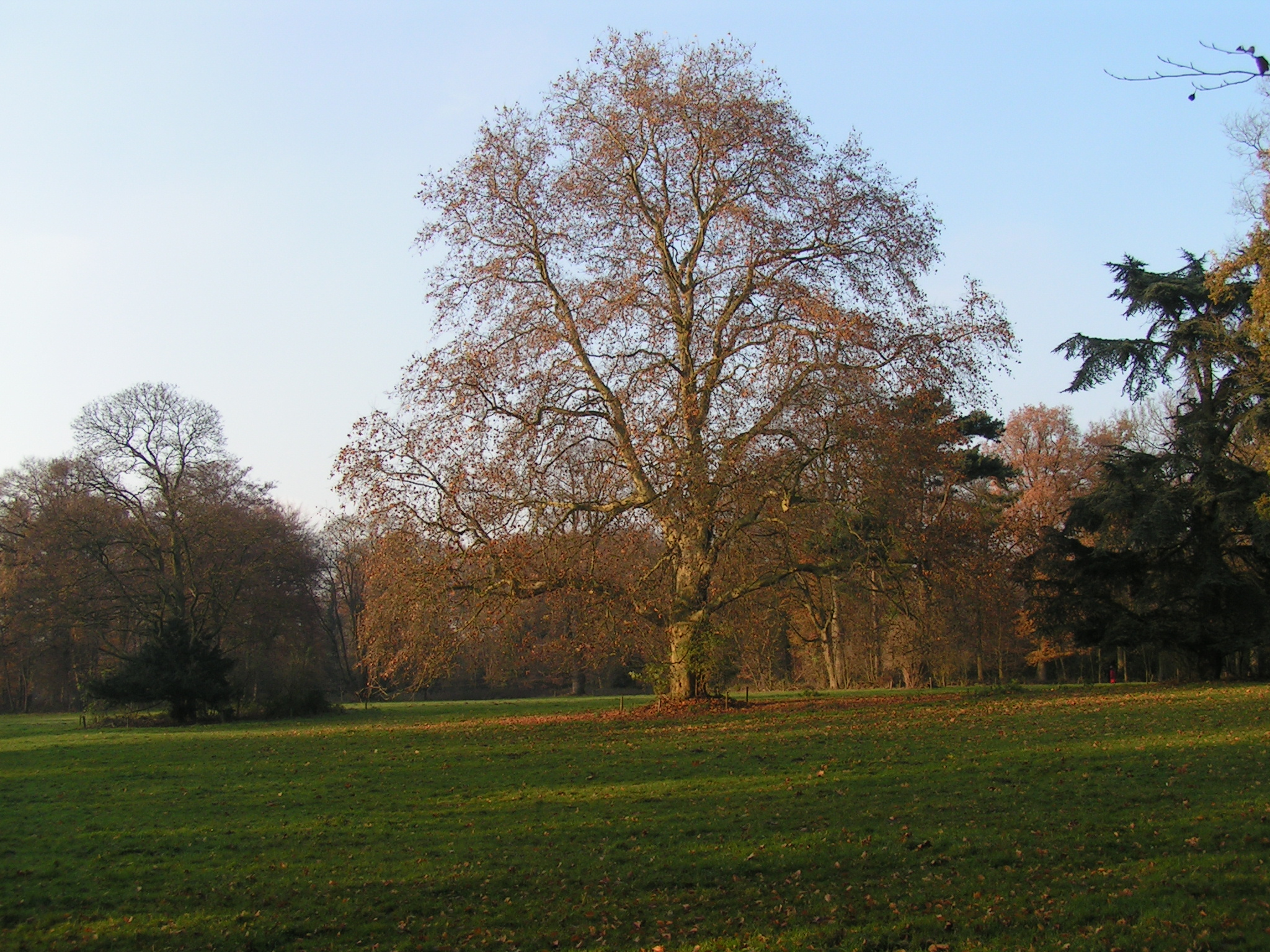
Landgoed De Wamberg

Wamberg is een buurtschap en landgoed met kasteel bij Berlicum in de gemeente Sint-Michielsgestel, in de Nederlandse provincie Noord-Brabant, gelegen op de grens met 's-Hertogenbosch. Het ligt aan de Hasseltse Dijk langs de weg van Berlicum naar Rosmalen, tussen de Grote Wetering en de Wambergse Beek. Men spreekt over De Wamberg, in plaats van Wamberg.

## Geschiedenis
De Wamberg is een bosrijk landgoed van ongeveer 182 ha groot. Er zijn speelhuizen, boerderijen, een tuinmanswoning en een koetshuis met een poort. Ook zijn er vijvers die onderling met elkaar in verbinding staan. Het gebied is in de tweede helft van de 14e eeuw ontgonnen. De Wambergse Hoeve (ook wel Grote Wamberg genoemd) is de oudste boerderij en dateert uit de 14e eeuw. Aan de oostzijde van het terrein staat een schitterend bewaard gebleven speelhuis genaamd 'Eikenlust'. Dit pand heette vroeger Nieuwe Wamberg en komt al voor in geschriften van 1370.
In de 16e eeuw werd op De Wamberg een herenhuis gebouwd. In het huidig kasteel zijn daar nog sporen van terug te vinden. Tegen de hoeve is rond 1550 een koets- en jachthuis gebouwd. De toegangspoort is het enige recente onderdeel van de gebouwen, deze dateert van ongeveer 1900. De portierswoning dateert uit de 19e eeuw.

## Bewoners
De stichting van 's-Hertogenbosch in 1185 was van grote invloed op Berlicum en omgeving. De groeiende stad trok handelaars en ambachtslieden. De stijgende vraag naar voedsel maakte ontginning van de woeste gronden rendabel. Rond 1400 zou het gebied rondom de Wamberg grotendeels zijn ontgonnen.
De eerste eigenaars van de Wamberg zijn niet met zekerheid bekend. Na 1366 kwam het gebied in handen van het kapittel van de Sint-Janskathedraal in 's-Hertogenbosch. Daarna ging het over in handen van diverse families.

### 1813-1886
Rond 1735 vestigde zich een Van Lanschot vanuit Loon op Zand in 's-Hertogenbosch. Hij begon er een handel in koloniale waren. Zijn nazaat Frans van Lanschot woonde op Sparrendaal. Kort na 1810 verwierf hij de Wamberg. Hij gebruikte dit buitenverblijf sporadisch.
In deze periode werd de Wamberg in tweeën gesplitst door een dijkweg (ongeveer de huidige Berlicumseweg). Tot die tijd vormde de moeilijk begaanbare Oude Bossche Baan de hoofdverbinding tussen de stad en Berlicum.

### 1768-1813 en 1888 -???
De familie Van Rijckevorsel komt oorspronkelijk uit België. Rond 1684 ging een Van Rijckevorsel in 's-Hertogenbosch wonen. De familie telde nogal wat wijnkopers, artsen en politici.
Gedurende twee perioden is de familie in het bezit van de Wamberg. Enkele familieleden voerden rigoureuze verbouwingen door. Ook de aanblik van omliggende akkers en weilanden veranderde aanzienlijk.
Het speelhuis met siertuin en gracht werden uiteindelijk in 1975 verkocht, maar overige delen van het landgoed zijn nog steeds in het bezit van de familie. Tegenwoordig is De Wamberg voor een gedeelte publiekelijk toegankelijk en zijn er wandelpaden aangelegd. Er staan enkele zeer fraaie oude bomen op het landgoed.